# Resultate der Ständeratswahlen (2003–2007)
Dieser Artikel enthält die Resultate aller für die Zusammensetzung des schweizerischen Ständerats während der 47. Legislaturperiode (Oktober 2003–Oktober 2007) massgeblichen Wahlen. Dies umfasst die zusammen mit den Nationalratswahlen vom 19. Oktober 2003 durchgeführten ordentlichen Wahlen, die Ersatzwahlen für während der Amtszeit zurückgetretene oder verstorbene Ratsmitglieder sowie die an eigenen Terminen durchgeführten ordentlichen Wahlen in den Kantonen Graubünden, Zug und Appenzell Innerrhoden, deren Sieger (auch) zwischen 2003 und 2007 im Rat sassen.

## Wahlsystem
Ausführlicher hierzu: Ständerat – Wahlverfahren
Die schweizerische Bundesverfassung legt im Artikel 150 fest, dass die Wahl und Amtsdauer der Ständeräte in die Zuständigkeit der Kantone fällt.
Es gibt allerdings eine gewisse Vereinheitlichung. In allen Kantonen wird der Ständerat direkt durch das Volk gewählt: im Kanton Appenzell Innerrhoden an der Landsgemeinde, in allen anderen Kantonen an der Urne. Die Ständerate des Kantons Jura werden im Proporzverfahren (Verhältniswahlrecht) gewählt, in allen anderen Kantonen galt in der 47. Legislatur das Majorzverfahren (Mehrheitswahlrecht). Dabei gilt üblicherweise ein System mit zwei Wahlgängen: Im 1. Wahlgang muss ein Kandidat, um gewählt zu werden, das (unterschiedlich berechnete) absolute Mehr erreichen. Im 2. Wahlgang genügt das relative Mehr: Gewählt ist dann, wer am meisten Stimmen erhalten hat.
In allen Kantonen ausser Appenzell Innerrhoden, Graubünden und Zug fanden die Ständeratswahlen für die 47. Legislaturperiode zusammen mit den Nationalratswahlen vom 19. Oktober 2003 statt. Für diese Kantone werden auch die letzten Ständeratswahlen vor dem 19. Oktober 2003 aufgeführt. Dies deshalb, weil die Sieger jener Wahlen gerade wegen dieses Wahlsiegs während der 47. Legislaturperiode im Ständerat sassen.

## Kanton Aargau

### Ordentliche Wahl (19. Oktober 2003)
|  | Kandidat                    | Partei      | Stimmen | %      | Ergebnis |
|  | --------------------------- | ----------- | ------- | ------ | -------- |
|  | Maximilian Reimann (bisher) | SVP         | 82'174  | 55,0 % | gewählt  |
|  | Thomas Pfisterer (bisher)   | FDP         | 72'688  | 48,6 % | gewählt  |
|  | Urs Hofmann                 | SP          | 52'831  | 35,3 % |          |
|  | Ruth Humbel Näf             | CVP         | 37'540  | 25,1 % |          |
|  | Geri Müller                 | Grüne       | 23'432  | 15,7 % |          |
|  | Lidwina Wiederkehr-Müller   | SD          | 7'326   | 4,9 %  |          |
|  | Stephan Müller              | AL          | 4'633   | 3,1 %  |          |
|  | Vereinzelte                 | Vereinzelte | 4'300   | 2,9 %  |          |

## Kanton Appenzell Ausserrhoden(1 Sitz)

### Ordentliche Wahl (19. Oktober 2003)
|  | Kandidat                  | Partei      | Stimmen | %      | Ergebnis |
|  | ------------------------- | ----------- | ------- | ------ | -------- |
|  | Hans-Rudolf Merz (bisher) | FDP         | 15'641  | 95,9 % | gewählt  |
|  | Vereinzelte               | Vereinzelte | 673     | 4,1 %  |          |

### Ersatzwahl Merz, 1. Wahlgang (8. Februar 2004)
Weil Ständerat Hans-Rudolf Merz am 10. Dezember 2003 in den Bundesrat gewählt wurde, fand am 19. Dezember 2003 eine Ersatzwahl statt. Kein Kandidat erreichte das absolute Mehr von 9'371, daher musste ein zweiter Wahlgang stattfinden.
|  | Kandidat      | Partei        | Stimmen | %      | Ergebnis |
|  | ------------- | ------------- | ------- | ------ | -------- |
|  | Hans Altherr  | FDP           | 6'179   | 33,0 % |          |
|  | Jessica Kehl  | 1             | 5'980   | 31,9 % |          |
|  | Jakob Freund  | SVP           | 5'140   | 27,4 % |          |
|  | Vereinzelte 2 | Vereinzelte 2 | 1'441   | 7,7 %  |          |

### Ersatzwahl Merz, 2. Wahlgang (29. Februar 2004)
Weil im 1. Wahlgang kein Kandidat das absolute Mehr erreicht hatte, fand am 29. Februar 2004 ein zweiter Wahlgang statt. Dabei galt das relative Mehr: Gewählt war, wer am meisten Stimmen erhielt.
|  | Kandidat     | Partei      | Stimmen | %      | Ergebnis |
|  | ------------ | ----------- | ------- | ------ | -------- |
|  | Hans Altherr | FDP         | 8'269   | 51,9 % | gewählt  |
|  | Jessica Kehl | parteilos 3 | 7'649   | 48,1 % |          |

## Kanton Appenzell Innerrhoden(1 Sitz)

### Ordentliche Wahl 2003 (25. April 2003)
An der Landsgemeinde vom 25. April 2003 wurde der bisherige Ständerat Carlo Schmid-Sutter wieder gewählt.
|  | Kandidat                     | Partei | Ergebnis |
|  | ---------------------------- | ------ | -------- |
|  | Carlo Schmid-Sutter (bisher) | CVP    | gewählt  |

### Ordentliche Wahl 2007 (29. April 2007)
An der Landsgemeinde vom 29. April 2007 wurde Ivo Bischofberger gewählt. Er wurde unterstützt von der CVP, der Gruppe für Innerrhoden, dem Bauernverband sowie von allen Verbänden aus Oberegg.
Ivo Bischofberger besiegte Paul Wyser, dieser war kurz von der Wahl in die SVP eingetreten und wurde neben der SVP vom Gewerbe- sowie dem Handels- und Industrieverband unterstützt. Bereits früher ausgeschieden war Regierungsrat Stefan Sutter, ebenfalls CVP-Mitglied und unterstützt von der Arbeitnehmervereinigung.
Weil an der Landsgemeinde mit offenem Handmehr abgestimmt wird, können keine genauen Stimmenverhältnisse angegeben werden.
|  | Kandidat          | Partei | Ergebnis |
|  | ----------------- | ------ | -------- |
|  | Ivo Bischofberger | CVP    | gewählt  |
|  | Paul Wyser        | SVP    |          |
|  | Stefan Sutter     | CVP    |          |

## Kanton Basel-Landschaft(1 Sitz)

### Ordentliche Wahl (19. Oktober 2003)
|  | Kandidat                    | Partei      | Stimmen | %      | Ergebnis |
|  | --------------------------- | ----------- | ------- | ------ | -------- |
|  | Hans Fünfschilling (bisher) | FDP         | 36'845  | 53,8 % | gewählt  |
|  | Robert Ziegler              | SP          | 26'054  | 38,0 % |          |
|  | Vereinzelte                 | Vereinzelte | 5'620   | 8,2 %  |          |

## Kanton Basel-Stadt(1 Sitz)

### Ordentliche Wahl (19. Oktober 2003)
|  | Kandidat                  | Partei      | Stimmen | %      | Ergebnis |
|  | ------------------------- | ----------- | ------- | ------ | -------- |
|  | Anita Fetz                | SP          | 27'521  | 51,7 % | gewählt  |
|  | Angelika Zanolari         | SVP         | 9'217   | 17,3 % |          |
|  | Christine Wirz-von Planta | LDP         | 6'569   | 12,3 % |          |
|  | Markus Lehmann            | CVP         | 4'012   | 7,5 %  |          |
|  | Urs Schweizer             | FDP         | 3'219   | 6,1 %  |          |
|  | Eric Weber                | VA          | 1'413   | 2,7 %  |          |
|  | Markus Borner             | SD          | 904     | 1,7 %  |          |
|  | Vereinzelte               | Vereinzelte | 336     | 0,6 %  |          |

## Kanton Bern

### Ordentliche Wahl (19. Oktober 2003)
|  | Kandidat            | Partei      | Stimmen | %      | Ergebnis |
|  | ------------------- | ----------- | ------- | ------ | -------- |
|  | Simonetta Sommaruga | SP          | 152'186 | 54,2 % | gewählt  |
|  | Hans Lauri (bisher) | SVP         | 135'234 | 48,2 % | gewählt  |
|  | Brigitte Bolli      | FDP         | 108'915 | 38,8 % |          |
|  | Franziska Teuscher  | Grüne       | 105'981 | 37,8 % |          |
|  | Walter Donzé        | EVP         | 14'440  | 5,1 %  |          |
|  | Christian Waber     | EDU         | 13'413  | 4,8 %  |          |
|  | Vereinzelte         | Vereinzelte | 8'313   | 3,0 %  |          |

## Kanton Freiburg

### Ordentliche Wahl, 1. Wahlgang (19. Oktober 2003)
Weil im 1. Wahlgang nur Urs Schwaller das absolute Mehr von 35'557 Stimmen erreichte, musste ein 2. Wahlgang angesetzt werden.
|  | Kandidat                   | Partei | Stimmen | %      | Ergebnis |
|  | -------------------------- | ------ | ------- | ------ | -------- |
|  | Urs Schwaller              | CVP    | 39'572  | 55,6 % | gewählt  |
|  | Jean-Claude Cornu (bisher) | FDP    | 29'133  | 41,0 % |          |
|  | Alain Berset               | SP     | 21'295  | 29,9 % |          |
|  | Louis-Marc Perroud         | SP     | 18'441  | 25,9 % |          |
|  | Jean-Blaise Defago         | SVP    | 14'578  | 20,5 % |          |

### Ordentliche Wahl, 2. Wahlgang (9. November 2003)
Weil im 1. Wahlgang nur Urs Schwaller das absolute Mehr von 35'557 Stimmen erreichte, musste ein 2. Wahlgang angesetzt werden.
|  | Kandidat                   | Partei | Stimmen | %      | Ergebnis |
|  | -------------------------- | ------ | ------- | ------ | -------- |
|  | Alain Berset               | SP     | 28'115  | 55,3 % | gewählt  |
|  | Jean-Claude Cornu (bisher) | FDP    | 22'733  | 44,7 % |          |

## Kanton Genf

### Ordentliche Wahl (19. Oktober 2003)
|  | Kandidat                    | Partei | Stimmen | %      | Ergebnis |
|  | --------------------------- | ------ | ------- | ------ | -------- |
|  | Christiane Brunner (bisher) | SP     | 49'969  | 51,9 % | gewählt  |
|  | Françoise Saudan (bisher)   | FDP    | 43'065  | 44,8 % | gewählt  |
|  | David Hiler                 | Grüne  | 41'964  | 43,6 % |          |
|  | Jacques-Simon Eggly         | LPS    | 40'264  | 41,8 % |          |
|  | Pierre Vanek                | Sol    | 6'763   | 7,0 %  |          |
|  | Jean Spielmann              | PdA    | 6'312   | 6,6 %  |          |

## Kanton Glarus

### Ordentliche Wahl (19. Oktober 2003)
|  | Kandidat                 | Partei      | Stimmen | %      | Ergebnis |
|  | ------------------------ | ----------- | ------- | ------ | -------- |
|  | Fritz Schiesser (bisher) | FDP         | 4'988   | 83,3 % | gewählt  |
|  | This Jenny (bisher)      | SVP         | 4'148   | 69,3 % | gewählt  |
|  | Vereinzelte              | Vereinzelte | 1'728   | 28,9 % |          |

## Kanton Graubünden

### Ordentliche Wahl (22. September 2002)
Im Kanton Graubünden fanden die Ständeratswahlen traditionell nicht zusammen mit den Nationalratswahlen statt wie in den meisten anderen Kantonen, sondern jeweils bereits ein Jahr vorher. Daher wurden die beiden Bündner Ständeräte bereits im Jahr 2002 gewählt. Auf die Wahlen 2007 wurde dies geändert. Weil die Wahlen vom 22. September 2002 die Bündner Ständeratsdelegation für die gesamte Legislaturperiode 2003/2007 bestimmen, sind deren Ergebnisse aufgeführt.
|  | Kandidat                     | Partei      | Stimmen | %      | Ergebnis |
|  | ---------------------------- | ----------- | ------- | ------ | -------- |
|  | Christoffel Brändli (bisher) | SVP         | 23'273  | 64,7 % | gewählt  |
|  | Theo Maissen (bisher)        | CVP         | 22'704  | 63,1 % | gewählt  |
|  | Peter Peyer                  | SP          | 9'505   | 26,4 % |          |
|  | Vereinzelte                  | Vereinzelte | 1'039   | 2,9 %  |          |

## Kanton Jura

### Ordentliche Wahl (19. Oktober 2003)
Im Kanton Jura wird der Ständerat nach Proporz (Verhältniswahlrecht) gewählt. Massgeblich ist also zuerst die Stimmenzahl der Parteien und dann nur innerhalb der Partei die Stimmenzahl der einzelnen Kandidierenden.
|                        | Partei                                | Stimmen | %      | Kandidat                     | Stimmen | Ergebnis |
| ---------------------- | ------------------------------------- | ------- | ------ | ---------------------------- | ------- | -------- |
|                        | Sozialdemokratische Partei            | 15'401  | 34,4 % | Pierre-Alain Gentil (bisher) | 8'277   | gewählt  |
| Lucienne Merguin Rosse | Sozialdemokratische Partei            | 15'401  | 34,4 % | 6'266                        |         |          |
|                        | Christlichdemokratische Volkspartei   | 15'336  | 34,2 % | Madeleine Amgwerd            | 7'689   | gewählt  |
| Karin Marti Gigon      | Christlichdemokratische Volkspartei   | 15'336  | 34,2 % | 5'623                        |         |          |
|                        | Freisinnig-Demokratische Partei       | 10'586  | 23,6 % | Alain Schweingruber          | 5'145   |          |
| Serge Vifian           | Freisinnig-Demokratische Partei       | 10'586  | 23,6 % | 4'630                        |         |          |
|                        | Rauraque indépendant 4                | 2'461   | 5,5 %  | Pascal Prince                | 1'796   |          |
|                        | Indépendant-e-s et sans parti du Jura | 1'047   | 2,3 %  | Alain Bregnard               | 692     |          |

## Kanton Luzern

### Ordentliche Wahl (19. Oktober 2003)
|  | Kandidat                      | Partei      | Stimmen | %      | Ergebnis |
|  | ----------------------------- | ----------- | ------- | ------ | -------- |
|  | Franz Wicki (bisher)          | CVP         | 70'751  | 65,2 % | gewählt  |
|  | Helen Leumann-Würsch (bisher) | FDP         | 65'531  | 60,4 % | gewählt  |
|  | Adrian Borgula                | Grüne       | 25'017  | 23,0 % |          |
|  | Regula Roth-Koch              | SP          | 21'946  | 20,2 % |          |
|  | Pirmin Müller                 | SVP         | 13'791  | 12,7 % |          |
|  | Vereinzelte                   | Vereinzelte | 1'864   | 1,7 %  |          |

## Kanton Neuenburg

### Ordentliche Wahl, 1. Wahlgang (19. Oktober 2003)
Weil im 1. Wahlgang nur der bisherige Ständerat Jean Studer das absolute Mehr von 28'854 Stimmen erreichte, musste ein 2. Wahlgang angesetzt werden.
|  | Kandidat                | Partei | Stimmen | %      | Ergebnis |
|  | ----------------------- | ------ | ------- | ------ | -------- |
|  | Jean Studer (bisher)    | SP     | 28'674  | 50,2 % | gewählt  |
|  | Michèle Berger (bisher) | FDP    | 18'676  | 32,7 % |          |
|  | Gisèle Ory              | SP     | 18'490  | 32,4 % |          |
|  | Yvan Perrin             | SVP    | 12'296  | 21,5 % |          |
|  | Michel Barben           | LPS    | 11'949  | 20,9 % |          |
|  | Pierre Hainard          | SVP    | 11'533  | 20,2 % |          |
|  | Denis de la Reussille   | PdA    | 5'022   | 8,8 %  |          |
|  | Claudine Staehli-Wolf   | PdA    | 4'292   | 7,5 %  |          |

### Ordentliche Wahl, 2. Wahlgang (9. November 2003)
Weil im 1. Wahlgang nur Jean Studer das absolute Mehr erreicht hatte, fand am 9. November 2003 ein 2. Wahlgang statt. Dabei galt das relative Mehr, dies bedeutet, gewählt war jener Kandidat, der am meisten Stimmen erreichte.
|  | Kandidat                | Partei | Stimmen | %      | Ergebnis |
|  | ----------------------- | ------ | ------- | ------ | -------- |
|  | Gisèle Ory              | SP     | 28'625  | 44,8 % | gewählt  |
|  | Michèle Berger (bisher) | FDP    | 21'310  | 33,4 % |          |
|  | Pierre Hainard          | SVP    | 13'929  | 21,8 % |          |

### Ersatzwahl Studer, 1. Wahlgang (30. Oktober 2005)
Nachdem Ständerat Studer im April 2005 in den Neuenburger Staatsrat gewählt worden war, wurde eine Ersatzwahl nötig. Weil kein Kandidat das absolute Mehr von 22'587 Stimmen erreichte, musste ein zweiter Wahlgang angesetzt werden.
|  | Kandidat              | Partei    | Stimmen | %      | Ergebnis |
|  | --------------------- | --------- | ------- | ------ | -------- |
|  | Philipp Bauer         | LPS       | 18'245  | 40,4 % |          |
|  | Pierre Bonhôte        | SP        | 14'551  | 32,2 % |          |
|  | Denis de la Reussille | PdA       | 11'337  | 25,1 % |          |
|  | Lukas Jäggi           | parteilos | 1'040   | 2,3 %  |          |

### Ersatzwahl Studer, 2. Wahlgang (20. November 2005)
Weil im 1. Wahlgang niemand das absolute Mehr erreicht hatte, fand am 20. November 2005 ein 2. Wahlgang statt. Dabei galt das relative Mehr, dies bedeutet, gewählt war jener Kandidat, der am meisten Stimmen erreichte.
|  | Kandidat       | Partei    | Stimmen | %      | Ergebnis |
|  | -------------- | --------- | ------- | ------ | -------- |
|  | Pierre Bonhôte | SP        | 24'996  | 52,7 % | gewählt  |
|  | Philipp Bauer  | LPS       | 20'747  | 43,8 % |          |
|  | Lukas Jäggi    | parteilos | 1'675   | 3,5 %  |          |

## Kanton Nidwalden(1 Sitz)

### Ordentliche Wahl (19. Oktober 2003)
|  | Kandidat                 | Partei | Stimmen | %      | Ergebnis |
|  | ------------------------ | ------ | ------- | ------ | -------- |
|  | Marianne Slongo (bisher) | CVP    | 7'626   | 89,0 % | gewählt  |
|  | Stephan Bestler          | SD     | 1'047   | 12,2 % |          |

## Kanton Obwalden(1 Sitz)

### Ordentliche Wahl (23. September 2003)
Für die Ständeratswahlen vom 19. Oktober 2003 meldete sich im Kanton Obwalden lediglich der amtierende Ständerat Hans Hess an. Hess wurde daraufhin am 23. September 2003 vom Regierungsrat als in stiller Wahl zum Ständerat gewählt erklärt.
|  | Kandidat           | Partei | Stimmen     | Ergebnis |
|  | ------------------ | ------ | ----------- | -------- |
|  | Hans Hess (bisher) | FDP    | stille Wahl | gewählt  |

## Kanton Schaffhausen

### Ordentliche Wahl (19. Oktober 2003)
|  | Kandidat                | Partei      | Stimmen | %      | Ergebnis |
|  | ----------------------- | ----------- | ------- | ------ | -------- |
|  | Peter Briner (bisher)   | FDP         | 17'627  | 60,3 % | gewählt  |
|  | Hannes Germann (bisher) | SVP         | 16'509  | 56,5 % | gewählt  |
|  | Christoph Lenz          | AL          | 4'412   | 15,1 % |          |
|  | Florian Keller          | AL          | 4'068   | 13,9 % |          |
|  | Vereinzelte             | Vereinzelte | 1'793   | 6,1 %  |          |

## Kanton Schwyz

### Ordentliche Wahl, 1. Wahlgang (19. Oktober 2003)
Weil im 1. Wahlgang nur der bisherige Ständerat Bruno Frick das absolute Mehr von 19'860 Stimmen erreichte, musste ein 2. Wahlgang angesetzt werden.
|  | Kandidat             | Partei      | Stimmen | %      | Ergebnis |
|  | -------------------- | ----------- | ------- | ------ | -------- |
|  | Bruno Frick (bisher) | CVP         | 23'439  | 59,0 % | gewählt  |
|  | Johann Späni         | FDP         | 18'767  | 47,3 % |          |
|  | Alex Kuprecht        | SVP         | 18'174  | 45,8 % |          |
|  | Vereinzelte          | Vereinzelte | 1'311   | 3,3 %  |          |

### Ordentliche Wahl, 2. Wahlgang (9. November 2003)
Weil im 2. Wahlgang nur Bruno Frick das absolute Mehr erreicht hatte, fand am 9. November 2003 ein 2. Wahlgang statt. Dabei galt das relative Mehr, dies bedeutet, gewählt war jener Kandidat, der am meisten Stimmen erreichte.
|  | Kandidat      | Partei      | Stimmen | %      | Ergebnis |
|  | ------------- | ----------- | ------- | ------ | -------- |
|  | Alex Kuprecht | SVP         | 16'588  | 52,8 % | gewählt  |
|  | Johann Späni  | FDP         | 14'672  | 46,7 % |          |
|  | Vereinzelte   | Vereinzelte | 182     | 0,6 %  |          |

## Kanton Solothurn

### Ordentliche Wahl (13. Oktober 2003)
Im Kanton Solothurn kandidierten lediglich die beiden bisherigen Ständeräte Ernst Leuenberger und Rolf Büttiker.
|  | Kandidat                   | Partei | Stimmen | %      | Ergebnis |
|  | -------------------------- | ------ | ------- | ------ | -------- |
|  | Ernst Leuenberger (bisher) | SP     | 59'903  | 85,9 % | gewählt  |
|  | Rolf Büttiker (bisher)     | FDP    | 59'445  | 85,2 % | gewählt  |

## Kanton St. Gallen

### Ordentliche Wahl (19. Oktober 2003)
|  | Kandidat               | Partei      | Stimmen | %      | Ergebnis |
|  | ---------------------- | ----------- | ------- | ------ | -------- |
|  | Erika Forster (bisher) | FDP         | 66'031  | 55,6 % | gewählt  |
|  | Eugen David (bisher)   | CVP         | 65'690  | 55,3 % | gewählt  |
|  | Theophil Pfister       | SVP         | 41'446  | 34,9 % |          |
|  | Heidi Hanselmann       | SP          | 33'566  | 28,3 % |          |
|  | Vereinzelte            | Vereinzelte | 3'927   | 3,3 %  |          |

## Kanton Tessin

### Ordentliche Wahl, 1. Wahlgang (19. Oktober 2003)
Weil im 1. Wahlgang kein Kandidat das absolute Mehr von 44'291 Stimmen erreichte, musste ein 2. Wahlgang angesetzt werden.
|  | Kandidat                  | Partei | Stimmen | %      | Ergebnis |
|  | ------------------------- | ------ | ------- | ------ | -------- |
|  | Dick Marty (bisher)       | FDP    | 39'397  | 44,5 % |          |
|  | Filippo Lombardi (bisher) | CVP    | 35'381  | 39,9 % |          |
|  | Marco Maurizio            | SP     | 25'399  | 28,7 % |          |
|  | Giuliano Bignasca         | Lega   | 17'446  | 19,7 % |          |

### Ordentliche Wahl, 2. Wahlgang (16. November 2003)
Weil im 1. Wahlgang kein Kandidat das absolute Mehr erreicht hatte, fand am 16. November 2003 ein 2. Wahlgang statt. Dabei galt das relative Mehr, dies bedeutet, gewählt waren jene zwei Kandidaten, die am meisten Stimmen erreichten.
|  | Kandidat                  | Partei | Stimmen | %      | Ergebnis |
|  | ------------------------- | ------ | ------- | ------ | -------- |
|  | Dick Marty (bisher)       | FDP    | 33'342  | 47,4 % | gewählt  |
|  | Filippo Lombardi (bisher) | CVP    | 30'805  | 43,8 % | gewählt  |
|  | Marco Maurizio            | SP     | 19'968  | 28,4 % |          |
|  | Giuliano Bignasca         | Lega   | 11'916  | 17,0 % |          |

## Kanton Thurgau

### Ordentliche Wahl (13. Oktober 2003)
|  | Kandidat                  | Partei      | Stimmen | %      | Ergebnis |
|  | ------------------------- | ----------- | ------- | ------ | -------- |
|  | Philipp Stähelin (bisher) | CVP         | 41'109  | 68,5 % | gewählt  |
|  | Hermann Bürgi (bisher)    | SVP         | 38'425  | 64,0 % | gewählt  |
|  | Edith Graf-Litscher       | SP          | 17'567  | 29,3 % |          |
|  | Daniel Wittwer            | EDU         | 8'898   | 14,8 % |          |
|  | Vereinzelte               | Vereinzelte | 3'454   | 5,8 %  |          |

## Kanton Uri

### Ordentliche Wahl (13. Oktober 2003)
|  | Kandidat                    | Partei      | Stimmen | %      | Ergebnis |
|  | --------------------------- | ----------- | ------- | ------ | -------- |
|  | Hansruedi Stadler (bisher)  | CVP         | 8'634   | 89,8 % | gewählt  |
|  | Hansheiri Inderkum (bisher) | CVP         | 8'221   | 85,5 % | gewählt  |
|  | Vereinzelte                 | Vereinzelte | 997     | 10,4 % |          |

## Kanton Waadt

### Ordentliche Wahl, 1. Wahlgang (19. Oktober 2003)
Weil im 1. Wahlgang kein Kandidat das absolute Mehr von 76'387 erreichte, musste ein 2. Wahlgang angesetzt werden.
|  | Kandidat                         | Partei      | Stimmen | %      | Ergebnis |
|  | -------------------------------- | ----------- | ------- | ------ | -------- |
|  | Christiane Langenberger (bisher) | FDP         | 45'573  | 29,8 % |          |
|  | Claude Ruey                      | LPS         | 40'656  | 26,6 % |          |
|  | Michel Béguelin (bisher)         | SP          | 37'649  | 24,6 % |          |
|  | André Bugnon                     | SVP         | 30'370  | 19,9 % |          |
|  | Anne-Catherine Menétrey-Savary   | Grüne       | 19'543  | 12,8 % |          |
|  | Luc Recordon                     | Grüne       | 18'409  | 12,0 % |          |
|  | Jacques Neirynck                 | CVP         | 17'382  | 11,4 % |          |
|  | Josef Zisyadis                   | PdA         | 17'279  | 11,3 % |          |
|  | Marianne Huguenin                | PdA         | 13'323  | 8,7 %  |          |
|  | Jean-Michel Dolivo               | Sol         | 6'075   | 4,0 %  |          |
|  | Maximilien Bernard               | EDU         | 3'165   | 2,1 %  |          |
|  | Ulrich Gerhard                   | parteilos   | 952     | 0,6 %  |          |
|  | Vereinzelte                      | Vereinzelte | 1'058   | 0,7 %  |          |

### Ordentliche Wahl, 2. Wahlgang (20. November 2003)
Weil im 1. Wahlgang kein Kandidat das absolute Mehr erreicht hatte, fand am 20. November 2003 ein 2. Wahlgang statt. Dabei galt das relative Mehr, dies bedeutet, gewählt waren jene zwei Kandidaten, die am meisten Stimmen erreichten.
|  | Kandidat                         | Partei      | Stimmen | %      | Ergebnis |
|  | -------------------------------- | ----------- | ------- | ------ | -------- |
|  | Michel Béguelin (bisher)         | SP          | 67'110  | 46,6 % | gewählt  |
|  | Christiane Langenberger (bisher) | FDP         | 47'442  | 33,0 % | gewählt  |
|  | Claude Ruey                      | LPS         | 38'946  | 27,1 % |          |
|  | André Bugnon                     | SVP         | 30'472  | 21,2 % |          |
|  | Jacques Neirynck                 | CVP         | 23'410  | 16,3 % |          |
|  | Vereinzelte                      | Vereinzelte | 820     | 0,6 %  |          |

## Kanton Wallis

### Ordentliche Wahl, 1. Wahlgang (19. Oktober 2003)
Wei im 1. Wahlgang nur der bisherige Ständerat Simon Epiney das absolute Mehr von 47'631 Stimmen erreichte, musste ein 2. Wahlgang angesetzt werden.
|  | Kandidat                  | Partei    | Stimmen | %      | Ergebnis |
|  | ------------------------- | --------- | ------- | ------ | -------- |
|  | Simon Epiney (bisher)     | CVP       | 49'422  | 51,9 % | gewählt  |
|  | Rolf Escher (bisher)      | CVP       | 43'754  | 45,9 % |          |
|  | Peter Jossen              | SP        | 17'474  | 18,3 % |          |
|  | Narcisse Crettenand       | FDP       | 17'029  | 17,9 % |          |
|  | Yves Ecoeur               | SP        | 15'293  | 16,1 % |          |
|  | Albert Pitteloud          | SVP       | 9'639   | 10,1 % |          |
|  | Pierre-Christian de Roten | LPS       | 5'432   | 5,7 %  |          |
|  | Michel Carron             | parteilos | 3'935   | 4,1 %  |          |

### Ordentliche Wahl, 2. Wahlgang (2. November 2003)
Weil im 1. Wahlgang nur Simon Epiney das absolute Mehr erreicht hatte, musste ein 2. Wahlgang angesetzt werden. Dabei galt das relative Mehr, dies bedeutet, gewählt war jener Kandidat, der am meisten Stimmen erreichte.
|  | Kandidat             | Partei | Stimmen | %      | Ergebnis |
|  | -------------------- | ------ | ------- | ------ | -------- |
|  | Rolf Escher (bisher) | CVP    | 32'761  | 59,6 % | gewählt  |
|  | Peter Jossen         | SP     | 22'195  | 40,4 % |          |

## Kanton Zug
Im Kanton Zug fanden die Ständeratswahlen bis 2007 nicht zusammen mit den Nationalratswahlen statt wie in den meisten anderen Kantonen, sondern jeweils bereits ein Jahr vorher. Weil sowohl die Wahl vom 27. Oktober 2002 wie auch diejenige vom 29. Oktober 2006 die Zusammensetzung des Ständerats während der Legislaturperiode 2003/2007 beeinflussten, sind die Ergebnisse beider Wahlen aufgeführt.

### Ordentliche Wahl 2002 (27. Oktober 2002)
|  | Kandidat                | Partei    | Stimmen | %      | Ergebnis |
|  | ----------------------- | --------- | ------- | ------ | -------- |
|  | Peter Bieri (bisher)    | CVP       | 19'535  | 66,3 % | gewählt  |
|  | Rolf Schweiger (bisher) | FDP       | 18'643  | 63,3 % | gewählt  |
|  | Josef Lang              | Alternat. | 8'065   | 27,4 % |          |
|  | Hans Durrer             | SVP       | 6'957   | 23,6 % |          |

### Ordentliche Wahl 2006 (29. Oktober 2006)
|  | Kandidat                    | Partei    | Stimmen | %      | Ergebnis |
|  | --------------------------- | --------- | ------- | ------ | -------- |
|  | Peter Bieri (bisher)        | CVP       | 21'058  | 68,7 % | gewählt  |
|  | Rolf Schweiger (bisher)     | FDP       | 20'195  | 65,9 % | gewählt  |
|  | Hanspeter Uster             | Alternat. | 10'776  | 35,1 % |          |
|  | Christina Bürgi Dellsperger | SP        | 6'095   | 19,9 % |          |
|  | Dominik Fischlin            | parteilos | 1'141   | 3,7 %  |          |

## Kanton Zürich

### Ordentliche Wahl (19. Oktober 2003)
|  | Kandidat              | Partei      | Stimmen | %      | Ergebnis |
|  | --------------------- | ----------- | ------- | ------ | -------- |
|  | Hans Hofmann (bisher) | SVP         | 157'620 | 49,2 % | gewählt  |
|  | Trix Heberlein        | FDP         | 156'849 | 48,9 % | gewählt  |
|  | Josef Estermann       | SP          | 143'305 | 44,7 % |          |
|  | Daniel Vischer        | Grüne       | 60'436  | 18,9 % |          |
|  | Ruedi Aeschbacher     | EVP         | 20'176  | 6,3 %  |          |
|  | Niklaus Scherr        | AL          | 15'690  | 4,9 %  |          |
|  | Adrian Bucher         | HPS         | 760     | 0,2 %  |          |
|  | Marian Danowski       | parteilos   | 54      | 0,0 %  |          |
|  | Vereinzelte           | Vereinzelte | 28'318  | 8,8 %  |          |